# Oberamt Nagold

Karte der württembergischen Oberämter, Stand 1926

Das Oberamt Nagold war ein Verwaltungsbezirk im westlichen Württemberg (auf beigefügter Karte # 35), der 1934 in Kreis Nagold umbenannt wurde und 1938 größtenteils im Landkreis Calw aufging. Allgemeine Bemerkungen zu den württembergischen Oberämtern siehe Oberamt (Württemberg).

## Geschichte

Oberamt Nagold, Gebietsstand 1813, mit den früheren Herrschafts- und Ämtergrenzen

Obwohl große Teile des oberen und mittleren Nagoldtals schon vor 1800 zu Württemberg gehörten, bildete das Gebiet keine historische Einheit. Ein Indiz für die ehemalige territoriale Zersplitterung der Übergangszone zwischen Schwarzwald und Heckengäu ist die Existenz von fünf mittelalterlichen Städten auf weniger als 300 km². Nagold, unter ihnen die größte, war bereits seit dem 14. Jahrhundert Hauptort eines württembergischen Amts. Die mit den Städten Wildberg (1440) und Altensteig (1603) erworbenen Territorien wurden als eigenständige Ämter in den Verwaltungsaufbau eingefügt. In ihren Grenzen bewahrten die drei Ämter, seit 1758 Oberämter, die geschichtliche Entwicklung bis hin zur großen Gebiets- und Verwaltungsreform der napoleonischen Zeit. 1807 wurden Klosterämter und Rentkammerbesitz in die weltlichen Ämter integriert, das Oberamt Wildberg aufgelöst, das Oberamt Altensteig zunächst sogar vergrößert, aber 1810 ebenfalls aufgehoben und auf die Bezirke Nagold und Calw verteilt. Nachbarn des von 1818 bis 1924 dem Schwarzwaldkreis zugeordneten Oberamts Nagold waren nach der Neuordnung die württembergischen Oberämter Neuenbürg, Calw, Herrenberg, Horb, Freudenstadt sowie das Großherzogtum Baden.

### Ehemalige Herrschaften
1813, nach Abschluss der Gebietsreform, setzte sich der Bezirk aus Bestandteilen zusammen, die im Jahr 1800 zu folgenden Herrschaften gehört hatten:
- Herzogtum Württemberg
  - Amt Nagold: Nagold, Beihingen, Bösingen, Ebershardt, Emmingen, Haiterbach, Iselshausen, Oberschwandorf, Schietingen, Wart;
  - Amt Altensteig: Altensteig (Stadt und Dorf), Beuren, Ettmannsweiler, Mindersbach, Pfrondorf, Rotfelden, Simmersfeld, Spielberg, Walddorf, dazu Egenhausen und Enztal als mitverwaltetes Rentkammergut;
  - Amt Wildberg: Wildberg, Ebhausen, Effringen, Gültlingen, Schönbronn, Ober- und Unter-Sulz;
  - Amt Calw: Wenden;
  - Amt Neuenbürg: Fünfbronn;
  - Klosteramt Reutin: Reutin, Monhardt.
- Reichsritterschaft
Beim Ritterkanton Neckar-Schwarzwald der schwäbischen Ritterschaft waren die Herrschaften Berneck (Herren von Gültlingen) und Unterschwandorf (Freiherren Kechler von Schwandorf) immatrikuliert.
- Vorderösterreich
Die Landeshoheit über die als österreichisches Lehen an die Kechler von Schwandorf vergebene Herrschaft Talheim war zwischen dem Lehnsherrn und dem Ritterkanton umstritten.
- Johanniterorden
Kommende Rohrdorf.

## Gemeinden

### Einwohnerzahlen 1862
Folgende Gemeinden waren 1862 dem Oberamt Nagold unterstellt:
| frühere Gemeinde   | Einwohnerzahl 1862 | Einwohnerzahl 1862 | heutige Gemeinde  |
| frühere Gemeinde   | evangel.           | kathol.            | heutige Gemeinde  |
| ------------------ | ------------------ | ------------------ | ----------------- |
| Nagold             | 2378               | 51                 | Nagold            |
| Altensteig (Stadt) | 2029               | 19                 | Altensteig        |
| Altensteig (Dorf)  | 164                | –                  | Altensteig        |
| Beihingen          | 284                | 3                  | Haiterbach        |
| Berneck            | 407                | 8                  | Altensteig        |
| Beuren             | 152                | –                  | Simmersfeld       |
| Bösingen           | 498                | 7                  | Pfalzgrafenweiler |
| Ebershardt         | 368                | –                  | Ebhausen          |
| Ebhausen           | 1343               | 13                 | Ebhausen          |
| Effringen          | 675                | 5                  | Wildberg          |
| Egenhausen         | 821                | 3                  | Egenhausen        |
| Emmingen           | 612                | –                  | Nagold            |
| Enzthal            | 529                | 1                  | Enzklösterle      |
| Ettmannsweiler     | 187                | –                  | Simmersfeld       |
| Fünfbronn          | 326                | –                  | Simmersfeld       |
| Garrweiler         | 162                | –                  | Altensteig        |
| Gaugenwald         | 175                | 1                  | Neuweiler         |
| Gültlingen         | 1023               | 2                  | Wildberg          |
| Haiterbach         | 1095               | 17                 | Haiterbach        |
| Iselshausen        | 346                | 1                  | Nagold            |
| Mindersbach        | 306                | 4                  | Nagold            |
| Oberschwandorf     | 546                | 17                 | Haiterbach        |
| Oberthalheim       | 15                 | 555                | Horb am Neckar    |
| Pfrondorf          | 306                | –                  | Nagold            |
| Rohrdorf           | 648                | 28                 | Rohrdorf          |
| Rothfelden         | 605                | 3                  | Ebhausen          |
| Schietingen        | 290                | 3                  | Nagold            |
| Schönbronn         | 522                | 5                  | Wildberg          |
| Simmersfeld        | 506                | 1                  | Simmersfeld       |
| Spielberg          | 542                | –                  | Altensteig        |
| Sulz               | 810                | 3                  | Wildberg          |
| Überberg 1         | 359                | –                  | Altensteig        |
| Unterschwandorf    | 32                 | 99                 | Haiterbach        |
| Unterthalheim      | 14                 | 740                | Horb am Neckar    |
| Walddorf           | 950                | –                  | Altensteig        |
| Warth              | 374                | 3                  | Altensteig        |
| Wenden             | 185                | –                  | Ebhausen          |
| Wildberg           | 1682               | 12                 | Wildberg          |
| Summe              | 22866              | 1604               |                   |

### Änderungen im Gemeindebestand seit 1813

Gemeinden und Markungen um 1860

1834 wurde Monhardt von Ebhausen nach Walddorf umgemeindet.
1838 wurde Enztal von Simmersfeld getrennt und zur selbständigen Gemeinde erhoben.
1935 wurde Enztal mit Enzklösterle (Kreis Neuenbürg) vereinigt und verließ damit den Kreis Nagold.

## Amtsvorsteher
- 1808–1812: Heinrich Christian Gottlieb Werthes (1750–1813)
- 1813–1841: Ludwig Friedrich Engel (1779–?)
- 1842–1848: Franz Daser (1805–1892)
- 1848–1858: Friedrich Wilhelm Wiebbekink (1806–?)
- 1858–1872: Ludwig Friedrich Böltz (1818–1908)
- 1872–1887: Hartmund Güntner (1827–1897)
- 1887–1892: Hermann Gugel (1852–1935)
- 1892–1896: Otto Vogt (1856–1929)
- 1896–1909: Ernst Ritter (1858–1944)
- 1909–1919: Adolf Kommerell (1868–1931)
- 1919–1924: Theodor Münz (1872–1933)
- 1924–1935: Moritz Baitinger (1883–1954)
- 1935–1938: Ernst Lauffer (1900–1999)
- 1938−1938: Karl Hägele (1902–1949) (Amtsverweser)